# Oda Blinder
Oda Blinder, pseudoniem van Maria Yolanda Corsen (Willemstad (Curaçao), 10 november 1918 – aldaar, 30 juli 1969) was een Curaçaos-Nederlandse dichteres.  

## Leven
Yolanda Corsen was een dochter van Charles Sickman Corsen (1889-1971) en Jannetje Juliana Antonia Palm (1890-1962). Ze werd geboren als het tweede kind in een rooms-katholiek gezin met zes kinderen. Na het behalen van het Mulo-diploma kreeg ze een baan bij de Maduro & Curiel's Bank. Ze bleef, ongetrouwd, bij haar ouders wonen in de Mgr. Nieuwindtstraat op Otrobanda. Ondanks haar zwakke gezondheid, waar zij haar hele leven onder heeft geleden, bleef zij zorgen voor haar ouders. Ze stierf kort na de onlusten van 30 mei 1969 die haar Curaçao voor altijd zouden veranderen. Haar hang naar poëzie moet ze geërfd hebben van haar grootvader, Joseph Sickman Corsen (1855-1911). Die was componist, schrijver en vertaler. Als dichter vestigde hij zijn naam met het gedicht 'Atardi' (1905). Dat gedicht was het welluidende startschot van de Papiamentstalige dichtkunst op Curaçao. Het gezin Corsen telde nog een dichter, namelijk Charles (Chal) Corsen, die ook als  beeldend kunstenaar naam maakte. 

## Werk
Oda Blinder moet in diepe stilte gewerkt hebben aan haar poëzie en proza. Op een enkeling na wist niemand ervan en ook na haar debuut bleef haar schuilnaam nog lang werkzaam. Dat debuut in het Curaçaose literaire blad De Stoep in november 1944 (serie 2 nr. 4) bestond uit drie gedichten. Het tijdschrift, opgericht in 1940, werd de plek waarvandaan zij haar stem kon laten horen, weliswaar verborgen achter de schuilnaam die de drijvende kracht van De Stoep, Chris Engels, voor haar had bedacht. Nog zes keer werkte ze mee. In  mei 1951 verscheen het slotnummer van het blad, daarin stond ze onder meer met twee Spaanse gedichten. Hierna publiceerde ze nog in de Antilliaanse Cahiers in 1956 en in een aflevering van het tijdschrift Simadán uit 1961. Ze schreef ook enkele gedichten in het Engels en in het Spaans.
Een jaar voor haar overlijden, in 1968, kwam haar debuutbundel brieven van een curaçaose blinde en andere gedichten op de markt. De uitgave was een initiatief van twee zusters van de dichteres en kwam uit bij uitgeverij Winants in Heerlen. Kunstenaar Charles Eyck schreef het voorwoord en liet een portretstudie opnemen. 
De bundel werd in 1970 herdrukt. In 1973 verscheen Incognito te Rotterdam bij uitgeverij Flamboyant (later In de Knipscheer), een zeer bescheiden bundeltje met tekeningen van Chris Engels. Die bundels werden in 1981, herzien en aangevuld, uitgegeven door Meulenhoff in Amsterdam onder de titel Verzamelde stilte. De uitgave werd bezorgd door Luc Tournier oftewel Chris Engels. 
De bundels zijn nooit echt tot het grote publiek doorgedrongen. Daar staat tegenover dat al vanaf het begin lezers oog hadden voor de bijzondere kwaliteit van haar poëzie. Tot op heden is er maar één negatieve reactie bekend van de hand van poëziecriticus Rob Schouten in Maatstaf van 1982 nummer 2. Belangstelling blijkt onder meer uit het feit dat vertalers zich met het werk zijn gaan bezig houden. In het tijdschrift Watapana, jrg. 3 nr. 4, juli 1971, verschenen twee Spaanse vertalingen, gemaakt door Henry Habibe: ‘Curaçao de noche’ en ‘A la luna’. De dichter Jan Dotinga vertaalde gedichten van Blinder in het Fries en raakte in correspondentie met Blinder in de periode 1965-1969. Veel later, in 2007, verschenen vertalingen in Literature and arts of the Americas, Issue 74, Volume 40 no. 1 2007, gemaakt door Carolyn Vines. Ze worden gepresenteerd als  “poems”, maar in brieven... (geen paginering) en in Verzamelde stilte (p.87)  lijkt het meer om een strofevorm te gaan.

## Vorm en inhoud
Lettend op de vorm valt direct haar voorliefde op voor het korte gedicht. Toch schreef ze ook langer werk. Er bestaat een typoscript met een reeks van twaalf prozagedichten met de titel ‘Wazig landschap’, die deels is opgenomen in Verzamelde stilte. De tekst ‘Sayonara’ in dezelfde bundel kan ook leiden tot de vraag: is dit poëzie of proza? Zoals uit het gedicht ‘Voorspelling’, hieronder, wel blijkt, kan de poëzie van Blinder indringend zijn, zie bijvoorbeeld ook de cyclus van zes gedichten, getiteld ‘Passie’, uit bovengenoemde bundel. Het onderwerp van Blinder is de heftig gevoelde, en lichamelijk beleefde, afwezigheid van de geliefde, gekoppeld aan de onontkoombaarheid daarvan. Een ander onderwerp is de religieuze beleving gericht op de vrouw, de Madonna en het kruisbeeld. Het rooms-katholieke geloof moet voor Yolanda Corsen zeer belangrijk zijn geweest. Dat is te horen aan en te zien in de gedichten ‘Vóór een Madonna’, ‘Mater Dolorosa’, Confiteor’ en ‘Voor een kruisbeeld’. Aanvankelijk werd haar werk nogal eens als surreëel, zelfs als surrealistisch getypeerd. Ze werd daarom opgenomen in bloemlezingen met Nederlandstalige surrealistische gedichten, samengesteld door Laurens Vancrevel. Over die typering werd later anders gedacht in diverse artikelen.
Zelf zag zij haar gedichten als “simpel” en als “gevoelsbrokken”, zo schrijft ze aan Jan Dotinga in eerder genoemde correspondentie, die te volgen is in het tijdschrift Trotwaer. Voor haar moet de inhoud van het eigen werk een realiteit geweest zijn die poëtisch beheerst kon worden, geen surreële geheimzinnigheid. Haar werk overziend zal één ding in ieder geval duidelijk zijn: ze was een belangrijke stem binnen de Nederlandstalige Curaçaose literatuur. En ze was de eerste vrouwelijke stem.

## Een gedicht van Oda Blinder
Voorspelling
Als straks de duistere nacht uitspant
en opgezweept de maandag
een schuilplaats zoekt,
zal ik, geblinddoekt
door een donkere macht,
mijn liefde vinden;
de dolgeworden eenzaamheid,
gebeten door vergetelheid
gaan wij in een
behekste kus
verslinden.
(uit: Verzamelde stilte, p. 113)

## Werk van Oda Blinder

### Afzonderlijke uitgaven
- brieven van een curaçaose blinde en andere gedichten. Voorwoord en illustraties Charles Eyck. Heerlen: Uitgeverij Winants, 1968 (tweede druk 1970).
- Incognito. Illustraties Ch.J.H. Engels. Rotterdam: flamboyant / p, 1973.  (nu Haarlem: In de Knipscheer)
- Verzamelde stilte; Proza en gedichten. Redactie en nawoord Luc Tournier. Amsterdam: Meulenhoff, 1981.

### Werk in bloemlezingen
- Anoniem (samenstelling),  Bloemlezing Antilliaans poëzie. z.p., z.j. (gestencilde schooluitgave).
- Klaas de Groot (samenstelling), Vaar naar de vuurtoren; [Eiland, Isla, Island, Eilân]. Haarlem: In de Knipscheer, 2010.
- Klaas de Groot (samenstelling), Grenzenloos, 40 jaar Knipscheerpoëzie. Haarlem: In de Knipscheer, 2018.
- J.Ph. de Palm en mr. H. Pos (samenstelling), Kennismaking met de antilliaanse en de surinaamse poëzie. Amsterdam: Sticusa, 1973.
- Laurens Vancrevel (samenstelling), Spiegel van de surrealistische poëzie in het Nederlands. Amsterdam: Meulenhoff, 1989.
- Laurens Vancrevel (samenstelling), Nieuwe anthologie van de Nederlandse surrealistische poëzie. Bloemendaal: Brumes Blondes, 2012.

## Over Oda Blinder (een keuze)
- Aart Broek, ‘Oda Blinder, Verzamelde stilte’, in Literair Paspoort, XXXII - 291, 1981.
- Aart G. Broek, De kleur van mijn eiland: Aruba, Bonaire, Curaçao, Ideologie en schrijven in het Papiamentu sinds 1863, 1 Geschiedschrijving. Leiden: KITLV uitgeverij, 2006,  passim.
- Cola Debrot, Verzameld werk 1, Over Antilliaanse cultuur. Verzorgd door Jules de Palm. Amsterdam: Meulenhoff, 1985, p. 131, 202, 203.
- Jan Dotinga, 'Oda Blinder, dichteres mei furore',in De Strikel, oktober 1965, p. 138-139.
- Jan Dotinga, 'Ta de neitins fan Oda Blinder (1918-1969)', in De Strikel, januari 1970, p. 8-9.
- Jan Dotinga, Súdlike waarmte yn Nederlânske fersen’, in Trotwaer, 14 ,nr. 1, 1981.
- Chris J. Engels en J. van de Walle, Klein Venetië, Curaçao in vroeger dagen. Een briefwisseling en een beeldverhaal. ’s-Hertogenbosch: Aldus Uitgevers, 1990, passim.
- Klaas de Groot, ‘Oda Blinder, uit de schaduw’ en ‘Oda Blinder, uit de schaduw’, 2, 3en 4, Blog Werkgroep Caraïbische Letteren: Caraïbisch Uitzicht, 16 oktober 2020, 12 december 2020, 23 augustus 2021, 2 november 2021.
- Klaas de Groot, ‘Oda Blinder, uit de schaduw’, in: Antilliaans Dagblad, 9 oktober 2021.
- Fred de Haas, ‘Oda Blinders’s Brieven van een Curaçaose blinde’, in: Amigoe, 21 januari 1969.
- Carel de Haseth, ‘Brieven van een curaçaose blinde en andere gedichten van Oda Blinder’, in: Watapana, jaargang 2, nummer 4, 1969-1970, p. 9-12.
- Pim Heuvel & Freek van Wel, Met eigen stem, Herkenningspunten in de letterkunde van de Nederlandse Antillen en Aruba. Assen/Maastricht: Van Gorcum,    1989, passim.
- Frank Martinus Arion, ‘Twee dichteressen’, in: Antilliaanse Cahiers, 3 (1959) nr. 3, p. 55-67.
- J.J. Oversteegen, Gemunt op wederkeer, Het leven van Cola Debrot vanaf 1948. Amsterdam: Meulenhoff, 1994, pp. 33, 114, 154 en 228.
- Jos de Roo,‘In haar gedichten kon ze leven’, in: Amigoe / Ñapa, 24 juli 1981.
- Jos de Roo, ‘Dichten uitlaatklep voor haar eenzaamheid’, in: Amigoe / Ñapa, 31 juli 1981. (vervolg)
- Wim Rutgers, ‘Oda Blinders verzamelde gedichten’, in: Amigoe / Ñapa, 31 juli 1981.
- Wim Rutgers, ‘Oda Blinder’, in: Amigoe / Ñapa,  25 september 1981.
- Wim Rutgers, Schrijven is zilver, spreken is goud: oratuur, auratuur en literatuur van de Nederlandse Antillen en Aruba. Utrecht 1994. (Diss.), passim.
- Wim Rutgers, De brug van Paramaribo naar Willemstad; Nederlands-Caribische en Caribisch-Nederlandse literatuur 1945-2005. Curaçao: FPI/UNA, 2007, passim.
- Rob Schouten, Maatstaf, 30, 1982, nummer 1, p. 86.
- C.G.M. Smit & W.F. Heuvel, Autonoom, Nederlandstalige literatuur op de Antillen. Rotterdam: flamboyant / p, 1957, p. 20-23.
- Luc Tournier, ‘Nawoord’, in: Oda Blinder, Verzamelde stilte. Amsterdam: Meulenhoff, 1981, p. 166-167.
- Lodewijk Verduin, in: Digitaal Vrouwenlexicon van Nederland, 29 augustus 2017.
- Freek van Wel, ‘De drie Corsens van Curaçao: een taalgebeuren’, in: Neerlandica, 99 (1995) nr. 4, p. 13-16.